# Juan Sánchez
Juan Ginés Sánchez Moreno (Aldaya, 15 mei 1972) is een Spaans voormalig voetballer. Hij speelde als aanvaller.

## Clubvoetbal
Tot 1992 speelde Juan Sánchez voor CD Mestalla, het tweede elftal van Valencia CF. In het seizoen 1992/1993 behoorde hij tot het eerste elftal van de club. Na een jaar bij RCD Mallorca, kwam Juan Sánchez in 1994 bij Celta de Vigo waar hij een vaste waarde. In 1999 haalde Valencia CF hem terug. Zijn tweede periode bij Los Chés was de meest succesvolle tijd in zijn carrière met twee Spaanse landstitels (2002, 2004) en de UEFA Cup (2004). Bovendien haalde Juan Sánchez in 2000 2001 de finale van de UEFA Champions League, maar er werd uiteindelijk niet gewonnen van respectievelijk Real Madrid en Bayern München. Van 2004 tot 2006 speelde Juan Sánchez wederom voor Celta de Vigo, waarna de aanvaller in 2006 zijn profloopbaan afsloot.

### Statistieken
| Seizoen   | Club          | Wedstrijden | Doelpunten | Competitie                            |
| --------- | ------------- | ----------- | ---------- | ------------------------------------- |
| 1992-1993 | Valencia CF   | 27          | 3          | Primera División                      |
| 1993-1994 | RCD Mallorca  | 37          | 16         | Segunda División A                    |
| 1994-1999 | Celta de Vigo | 159         | 38         | Primera División                      |
| 1999-2004 | Valencia CF   | 125         | 27         | Primera División                      |
| 2004-2006 | Celta de Vigo | 23          | 5          | Segunda División A / Primera División |

## Nationaal elftal
Juan Sánchez kwam één keer uit voor het Spaans nationaal elftal. Een oefenwedstrijd tegen Italië op 18 november 1998 was de enige interland die de aanvaller speelde.